# Robert Adams
Robert Adams (født 8. maj 1937) er en amerikansk fotograf der blev kendt som en del New Topographics bevæglesen. Han modtog John Simon Guggenheim Memorial Fellowship i 1970 og 1980 og i 1994 vandt han et MacArthur Fellowship.
Adams er representeret af Matthew Marks Gallery i New York og Fraenkel Gallery i San Francisco.
Robert Adams blev født i industri-byen Orange i New Jersey, men flyttede til Colorado som teeanger. Adams blev interesseret i at dokumentere hvordan landskabet i det vestlige Nord Amerika, tidligere fotograferet af kunstnere som Timothy O'Sullivan og William Henry Jackson, var blevet ændret af den menneskeklige indflydelse i området.
Adams' arkiver findes på Yale University Art Gallery. 

## Kendte fotografier
- East from Flagstaff Mountain 1976.
- Burning Oil Sludge North of Denver 1973 – americanart.si.edu Arkiveret 6. december 2010 hos  Wayback Machine.

## Udvalgte bøger
- Commercial Residential (2003).
- Eden (1999).
- Notes for Friends (1999).
- Why People Photograph: Selected Essays and Reviews (1996).
- West from the Columbia: Views from the River Mouth (1995).
- What We Bought (1995).
- Perfect Times, Perfect Places (1988).
- Summer Nights (1985).
- Beauty in Photography: Essays in Defense of Traditional Values (1981).
- From the Missouri West: Photographs (1980).
- Denver: a Photographic Survey of the Metropolitan Area (1977).
- The New West (1974).
- The Architecture and Art of Early Hispanic Colorado (1974).
- White Churches of the Plains (1970).